# Sompeta
Sompeta é uma vila no distrito de Srikakulam, no estado indiano de Andhra Pradesh.

## Geografia
Sompeta está localizada a 18° 56′ N, 84° 36′ L. Tem uma altitude média de 8 metros (26 pés).

## Demografia
Segundo o censo de 2001, Sompeta tinha uma população de 17 390 habitantes. Os indivíduos do sexo masculino constituem 49% da população e os do sexo feminino 51%. Sompeta tem uma taxa de literacia de 63%, superior à média nacional de 59,5%: a literacia no sexo masculino é de 72% e no sexo feminino é de 54%. Em Sompeta, 11% da população está abaixo dos 6 anos de idade.